# Кристина Баксанова
Кристина Баксанова е българска журналистка, репортерка, телевизионна водеща и главен редактор „Международни новини“ в редакцията на bTV Новините. С професионален опит в bTV и Нова телевизия. Авторка е на много документални филми за bTV Документите и bTV Репортерите. Позната е на зрителите с отразяването на международни политически и социални събития.

## Биография
Родена е на 16 ноември 1975 г. в Пазарджик. Неин баща е Дончо Баксанов, областен управител на област Пазарджик при първото правителство на Бойко Борисов и депутат в XLII и XLIII народно събрание от парламентарната група на ГЕРБ.
Завършва ЕГ „Бертолт Брехт“ в Пазарджик и Журналистическия факултет на СУ „Св. Климент Охридски“ с магистърска степен по телевизионна журналистика и международни отношения. Впоследствие специализира в Германия и в няколко други европейски страни. Защитава докторска дисертация по темата за съвременната политическа ситуация в Германия и Югоизточна Европа.
Първите стъпки в професията си прави във вестниците „Антени“, „Неделен стандарт“, предаването „Добро утро“ на БНТ, ProMedia. Постъпва на работа в bTV от нейното създаване през 2000 г. Три години преди това е репортер към „Новини и актуални предавания“ на Нова телевизия.
През 2006 г. се омъжва за колегата си Милослав Попов, който е тонрежисьор в телевизията.

## Награди
През 2002 г. на Кристина Баксанова са връчени почетната награда на БЧК, както и няколко отличия на неправителствени организации, свързани с работата ѝ за проблемите с опазването на околната среда.
Ежегодният европейски медиен фестивал в Русе награждава журналистката през 2004 г. с филмова награда за документалния ѝ филм „Португалия в ЕС“. През 2008 г. филмовият фестивал в Балчик ѝ връчва телевизионна награда за проекта „Непознатият цар“, част от поредицата „Цар Фердинанд Български – непознатите години“.
През 2010 г., в деня на българския лекар, Кристина Баксанова получава годишната награда от Българския лекарски съюз, за целенасочената си работа в областта на здравеопазването.